# アンナ・アブレウ
アンナ・エイラ・マルガリダ・モウランオ・デ・メロ・エアブレウ（Anna Eira Margarida Mourão de Melo e Abreu, 1990年2月7日 - ）は、フィンランドのポップソング歌手である。